# Hilary Lindh
Hilary Lindh, née le 10 mai 1969 à Juneau, est une ancienne skieuse alpine américaine.

## Jeux olympiques
- Jeux olympiques de 1992 à Albertville (France) :
  -  Médaille d'argent en descente

## Championnats du monde
- Championnats du monde de 1996 à Sierra Nevada (Espagne)
  -  Médaille de bronze en Descente
- Championnats du monde de 1997 à Sestrières (Italie)
  -  Médaille d'or en descente

## Coupe du monde
- Meilleur résultat au classement général : 9e en 1995
  - 3 victoires : 3 descentes

### Saison par saison
- Coupe du monde 1986 :
  - Classement général : 82e
- Coupe du monde 1988 :
  - Classement général : 77e
- Coupe du monde 1989 :
  - Classement général : 62e
- Coupe du monde 1990 :
  - Classement général : 46e
- Coupe du monde 1991 :
  - Classement général : 51e
- Coupe du monde 1992 :
  - Classement général : 38e
- Coupe du monde 1993 :
  - Classement général : 48e
- Coupe du monde 1994 :
  - Classement général : 25e
    - 1 victoire en descente : Sierra Nevada
- Coupe du monde 1995 :
  - Classement général : 9e
    - 2 victoires en descente : Vail et Lake Louise II
- Coupe du monde 1996 :
  - Classement général : 33e
- Coupe du monde 1997 :
  - Classement général : 22e

## Arlberg-Kandahar
- Meilleur résultat : 5e place dans la descente 1993 à Cortina d’Ampezzo